# Madball

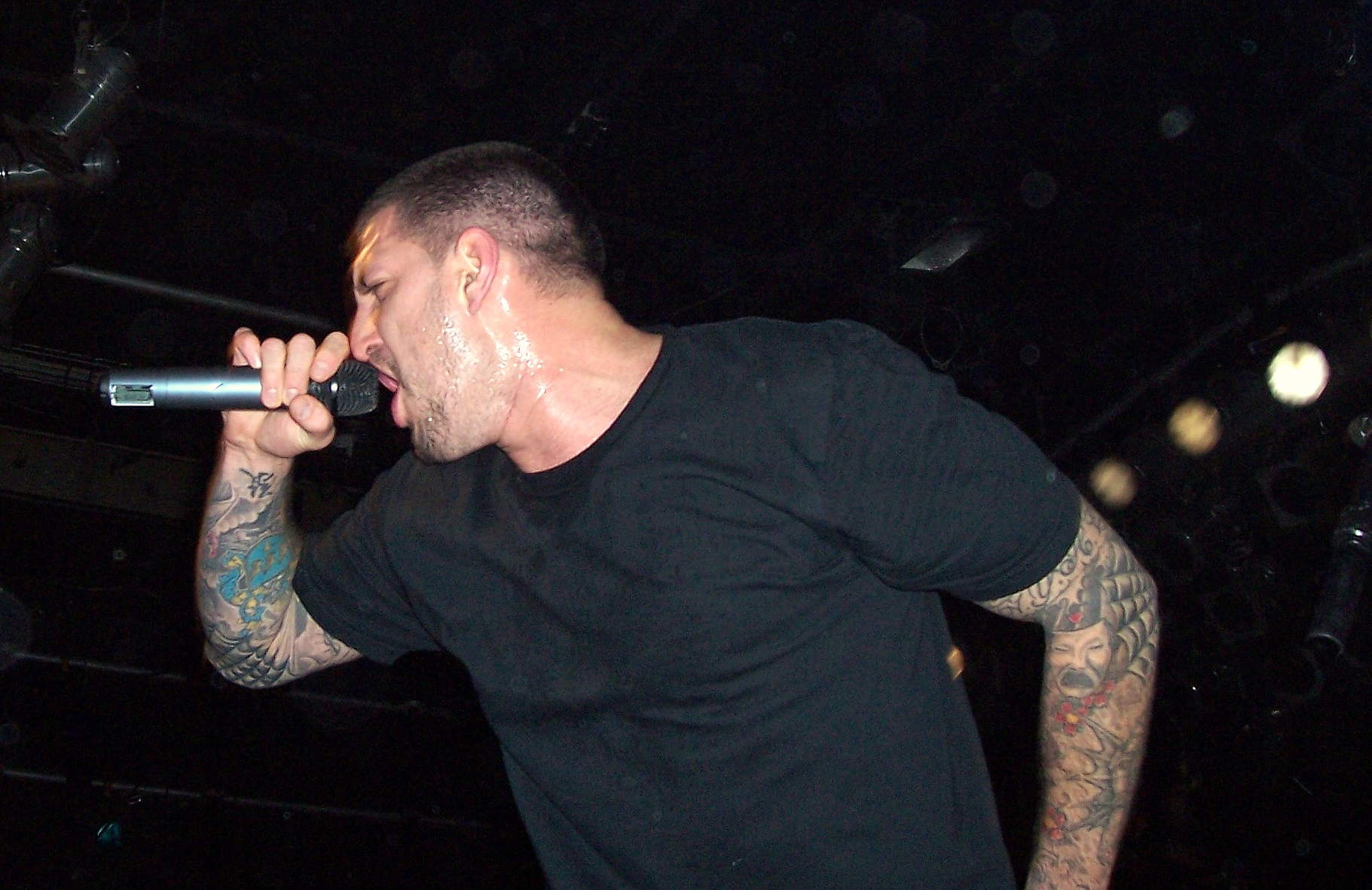
Zpěvák Freddy Cricien

Madball je americká hardcore kapela založená v roce 1988 v New Yorku jako vedlejší projekt kapely Agnostic Front; zpěvák Freddy Cricien je mladší bratr Rogera Mireta, frontmana Agnostic Front. Zakládající členové byli Roger Miret (baskytara), Freddy Cricien (zpěv), Vinnie Stigma (kytara) a Will Shepler (bicí). Kapela zpočátku hrála jenom na koncertech Agnostic Front a často s jejich nepoužitými písněmi, později ale kvůli změnám v sestavě i rostoucí popularitě začala vystupovat i samostatně.

## Historie
Skupina vznikla v roce 1988, o rok později vydala singl Ball of Destruction a začala vystupovat živě. V roce 1992 vyšlo EP Droppin' Many Suckers. O rok později kapelu opustil Roger a na jeho post nastoupil Hoya Roc. V roce 1994 podepisuje kapela smlouvu u Roadrunner records, ve stejném roce vydávají album Set It Off a o dva roky později Demonstrating My Style. Freddy Cricien se objevuje v dokumentu N.Y.H.C.. Za další dva roky, v roce 1998, vydávají album Look My Way a opět s dvouletým odstupem Hold It Down. Začátkem roku 2001 se skupina rozpadla a činnost obnovila až koncem roku 2002, kdy přišel do kapely Mitts, aktuální kytarista. O rok později vychází kompilace Best of Madball a rok po ní EP N.Y.H.C.. Dále chronologicky vycházejí další alba Legacy (2005), Infiltrate the System (2007) a Empire (2010). Aktuálně koncertují s bubeníkem Igorem Woutersem a v Česku se objevili například v roce 2011 na festivalu Mighty Sounds po boku The Casualties, nebo Anti-Flag.

## Členové
- Freddy Cricien – zpěv (1988–současnost)
- Mitts – elektrická kytara (2002–současnost)
- Hoya Roc – basová kytara (1993–současnost)
- Igor Wouters – bicí (2010–současnost)

## Diskografie
- 1989: Ball of Destruction (EP)
- 1992: Droppin' Many Suckers
- 1994: Set It Off
- 1996: Demonstrating My Style
- 1998: Look My Way
- 2000: Hold It Down
- 2003: Best of Madball (Kompilace)
- 2004: N.Y.H.C. (EP)
- 2005: Legacy
- 2007: Infiltrate the System
- 2010: Empire
- 2014: Hardcore Lives
- 2018: For the Cause